# Zbigniew Gręda
Zbigniew Gręda (ur. 4 września 1964 w Krakowie) – polski piłkarz grający na pozycji napastnika.

## Kariera
Seniorską karierę rozpoczynał w Wandzie Nowa Huta. W 1984 roku grał w Clepardii Kraków, a następnie został piłkarzem AKS Górnika Niwka Sosnowiec. Od 1988 roku reprezentował barwy Zagłębia Sosnowiec, z którym w sezonie 1988/1989 wywalczył awans do II ligi. W 1990 roku został piłkarzem Wisły Kraków. W okresie gry dla Wisły, w 1993 roku, mimo braku dowodów został zdyskwalifikowany na pół roku za ustawienie meczu podczas tzw. „niedzieli cudów”. Po zakończeniu okresu kary grał w Wawelu Kraków i belgijskim OMS Ingelmunster. W 2003 roku był piłkarzem Wisły Jeziorzany i Pcimianki Pcim.

## Statystyki ligowe
| Sezon         | Klub                       | Liga           | Mecze | Gole |
| ------------- | -------------------------- | -------------- | ----- | ---- |
| 1983/1984 (j) | Clepardia Kraków           | klasa okręgowa | ?     | ?    |
| 1983/1984 (w) | AKS Górnik Niwka Sosnowiec | III liga       | ?     | ?    |
| 1984/1985     | AKS Górnik Niwka Sosnowiec | II liga        | ?     | ?    |
| 1985/1986     | AKS Górnik Niwka Sosnowiec | III liga       | ?     | ?    |
| 1986/1987     | AKS Górnik Niwka Sosnowiec | III liga       | ?     | ?    |
| 1987/1988     | AKS Górnik Niwka Sosnowiec | III liga       | ?     | ?    |
| 1988/1989     | Zagłębie Sosnowiec         | II liga        | ?     | ?    |
| 1989/1990     | Zagłębie Sosnowiec         | I liga         | 19    | 3    |
| 1990/1991     | Wisła Kraków               | I liga         | 27    | 7    |
| 1991/1992     | Wisła Kraków               | I liga         | 31    | 6    |
| 1992/1993     | Wisła Kraków               | I liga         | 31    | 5    |
| 1993/1994 (w) | Wawel Kraków               | III liga       | ?     | ?    |
| 1994/1995 (j) | OMS Ingelmunster           | ?              | ?     | ?    |
| 2002/2003 (w) | Wisła Jeziorzany           | klasa A        | ?     | ?    |
| 2003/2004 (j) | Pcimianka Pcim             | klasa A        | ?     | ?    |